# Kamenz
Kamenz (pronunciación alemana: ˈkaːmɛnt͡sⓘ; en sorabo: Kamjenc) es una localidad lusacia ubicada al este del Estado Libre de Sajonia, en Alemania. Con una población de 17.171 habitantes, forma parte del distrito de Bautzen, en la región de Dresde. La localidad se encuentra a unos 40 km al noreste de Dresde y a unos 30 km al noroeste de Bautzen.

## Historia
En la ubicación de la actual ciudad antigua, se construyó un castillo a fines del siglo XII para asegurar el cruce de la Via Regia y del río Schwarze Elster. La Via Regia era una importante ruta comercial entre Bélgica y Silesia.
En 1225, la localidad fue mencionada por primera vez y, en 1319, se volvió independiente. En 1346, fundó la Liga de las seis ciudades de Alta Lusacia junto con otros pueblos lusacios para protegerse contra ladrones. En 1707, un incendio destruyó gran parte de la ciudad antigua.

## Personajes
- Gotthold Ephraim Lessing (1729-1781), filósofo y poeta de la Ilustración.
- Bruno Hauptmann (1899-1936), criminal condenado a muerte y ejecutado por el secuestro y asesinato del hijo de Charles Lindbergh, de dos años de edad.